# اسپرس ایلامی
اسپرس ایلامی، اسپرس بویراحمدی (نام علمی: Onobrychis elymaitiaca) نام یک گونه از سرده اسپرس است.